# Liste des œuvres d'E. T. A. Hoffmann
Ernst Theodor Amadeus Hoffmann (24 janvier 1776, Königsberg, en province de Prusse-Orientale - 25 juin 1822 à Berlin), ou E. T. A. Hoffmann, est un écrivain et un compositeur romantique allemand. Son œuvre concerne à la fois la littérature, la musique et l'art pictural.

## Contes et romans

### Romans
- Sœur Monika (Schwester Monika), roman attribué à Hoffmann, Posen, 1815.
- Les Élixirs du Diable (Die Elixiere des Teufels. Nachgelassene Papiere des Bruders Medardus, eines Capuziners), Berlin, 1815-1816, 2 vol.
- Le Petit Zachée, surnommé Cinabre (Klein Zaches, genannt Zinnober), Berlin, 1819.
- Le Chat Murr. Les sages réflexions du chat Murr entremêlées d'une biographie fragmentaire du maître de chapelle Johannès Kreisler présenté au hasard de feuillets arrachés (Lebensansichten des Katers Murr nebst fragmentarischer Biographie des Kapellmeisters Johannes Kreisler in zufälligen Makulaturblättern), Berlin, 1819-1821, 2 vol.
- Princesse Brambilla (Prinzessin Brambilla. Ein Capriccio nach Jakob Callot), Berlin, 1820.
- Maître Puce (Meister Floh. Ein Märchen in sieben Abenteuern zweier Freunde), Francfort, 1822.

### Fantaisies à la manière de Callot
Les Fantaisies à la manière de Callot (Fantasiestücke in Callots Manier, en allemand), est un recueil de nouvelles paru à Bamberg en 4 volumes en 1814 (volumes 1 à 3) et 1815 (volume 4). Plusieurs de ces nouvelles avaient été auparavant été publiées dans des revues. Une seconde édition, révisée, a été publiée en 1819.
- Volume 1 (1814) :
  - Préface de Jean Paul
  - Jacques Callot.
  - Le Chevalier Gluck (Ritter Gluck. Eine Erinnerung aus dem Jahre 1809), paru d'abord à Leipzig dans l’Allgemeine musikalische Zeitung, Breitkopf & Härtel, vol. 11, no 20, le 15 février 1809 avec la signature « – – – – nn ».
  - Kreisleriana:
    - Les Souffrances musicales du maître de chapelle Johannès Kreisler (Johannes Kreislers, des Kapellmeisters, musikalische Leiden), paru anonymement à Leipzig dans l’Allgemeine musikalische Zeitung, Breitkopf & Härtel, vol. 12, no 52 le 26 septembre 1810.
    - Ombra adorata.
    - Pensées sur la haute dignité de la musique (Gedanken über den hohen Wert der Musik), paru anonymement à Leipzig, dans l’Allgemeine Musikalische Zeitung, Breitkopf & Härtel, vol. 14, 29 juillet 1812 sous le titre « Les Commentaires du maître de chapelle Johannès Kreisler sur la haute dignité de la musique » (Des Kapellmeisters, Johannes Kreislers, Dissertatiuncula über den hohen Werth der Musik).
    - La Musique instrumentale de Beethoven (Beethovens Instrumental-Musik), paru anonymement à Leipzig dans le Zeitung für die elegante Welt, Breitkopf & Härtel, vol. 13, no 245–247 les 9 et 11 décembre 1813. Le texte reprend les critiques de la Symphonie n° 5 de Beethoven et du Trio avec piano n° 5 de Beethoven publiées dans la même revue respectivement les 4-11 juillet 1810 (vol. 12, no 40-41) le 3 mars 1813 (vol. 15, no 9).
    - Pensées extrêmement éparses (Höchst zerstreute Gedanken), Leipzig, dans le Zeitung für die elegante Welt, vol. 14, no 2-5, 4-11 janvier 1814, signé « du maître de chapelle J. Kreisler ».
    - Le Parfait machiniste (Der vollkommene Maschinist).

  - Don Juan (Don Juan. Eine fabelhafte Begebenheit, die sich einem reisenden Enthusiasten zugetragen), paru anonymement à Leipzig dans l’Allgemeine musikalische Zeitung, Breitkopf & Härtel, vol. 15, no 13, le 31 mars 1813.
- Volume 2 (1814) :
  - Les Dernières aventures du chien Berganza (Nachricht von den neuesten Schicksalen des Hundes Berganza).
  - Le Magnétiseur (Der Magnetiseur).
- Volume 3 (1814) :
  - Le Vase d'or (Der goldne Topf. Ein Märchen aus der neuen Zeit).
- Volume 4 (1815) :
  - Les Aventures de la nuit de Saint Sylvestre (Die Abenteuer der Sylvesternacht).
  - Kreisleriana:
    - Lettre du baron Wallborn au maître de chapelle Kreisler (Brief des Barons Wallborn an den Kapellmeister Kreisler), Berlin, Die Musen, vol. 3, 1814.
    - Lettre du maître de chapelle Kreisler au baron Wallborn (Brief des Kapellmeisters Kreisler an den Baron Wallborn), Berlin, Die Musen, vol. 3, 1814.
    - Club poético-musical de Kreisler (Kreislers musikalisch-poetischer Klub).
    - Nouvelles d'un jeune homme cultivé (Nachricht von einem gebildeten jungen Mann), Leipzig, dans l’Allgemeine Musikalische Zeitung, vol. 16, no 11, 16 mars 1814, signé « des papiers du maître de chapelle Johannès Kreisler ».
    - L'Ennemi de la musique (Der Musikfeind), paru anonymement à Leipzig, dans l’Allgemeine Musikalische Zeitung, vol. 16, no 22, 1er juin 1814.
    - Sur une remarque de Sacchini (Über einen Ausspruch Sacchinis), paru anonymement à Leipzig dans l’Allgemeine Musikalische Zeitung, vol. 16, no 29, le 20 juillet 1814 sous le titre « Sur une Remarque de Sacchini et l'effet prétendu dans la musique » (Über einen Ausspruch Sacchinis, und über den sogenannten Effect in der Musik).
    - Lettres de maîtrise de Johannès Kreisler (Johannes Kreislers Lehrbrief).

### LesContes nocturnes
Les Contes nocturnes (Nachtstücke) sont un recueil de nouvelles paru à Berlin en  1816 et 1817 en 2 volumes.
- Volume 1 (1816) :
  - L'Homme au sable (Der Sandmann).
  - Ignaz Denner.
  - L'Église des jésuites (Die Jesuiterkirche in G.).
  - Le Sanctus (Das Sanctus).
- Volume 2 (1817) :
  - La Maison déserte (Das öde Haus).
  - Le Majorat (Das Majorat).
  - Le Vœu (Das Gelübde).
  - Le Cœur de pierre (Das steinerne Herz).

### Les Frères de Saint-Sérapion
Les Frères de Saint-Sérapion (Die Serapionsbrüder) sont un recueil de nouvelles paru à Berlin entre 1819 et 1821 en 4 volumes.
- Volume 1 (1819) :
  - Avant-propos (Vorwort)
  - Première section (Erster Abschnitt)
    - Sérapion (Der Einsiedler Serapion), composé probablement en novembre et décembre 1818, paru anonymement à Berlin dans Der Freimüthige für Deutschland: Zeitblatt der Belehrung und Aufheiterung, K. Müchler and Johann Daniel Symanski, vol. 1, no 4, 6 et 8, 5-11 janvier 1819.
    - Le Conseiller Krespel, parfois intitulé en français Le Violon de Crémone (Rat Krespel).
    - Sérapion et son principe (Serapion und das serapiontische Prinzip).
    - Le Point d’orgue (Die Fermate), composé en janvier et février 1815, paru à Nuremberg dans Frauentaschenbuch für das Jahr 1816, 1816 avec la signature « Histoire d'E.T.A. Hoffmann » (Erzählung von E. T. A. Hoffmann).
    - Le Poète et le compositeur (Der Dichter und der Komponist), composé en septembre et octobre 1813, paru anonymement à Leipzig, dans l’Allgemeine Musikalische Zeitung, Breitkopf & Härtel, vol. 15, no 49-50, 8-15 décembre 1813.

  - Deuxième section (Zweiter Abschnitt) :
    - Fragment de la vie de trois amis (Ein Fragment aus dem Leben dreier Freunde).
    - La Cour d’Artus (Der Artushof).
    - Les Mines de Falun (Die Bergwerke zu Falun)
    - Casse-Noisette et le Roi des souris (Nußknacker und Mausekönig), première édition en 1816
- Volume 2 (1819) :
  - Troisième section (Dritter Abschnit)
    - Les Maîtres Chanteurs (Der Kampf der Sänger).
    - La Vision (Eine Spukgeschichte).
    - Les Automates (Die Automate).
    - Doge et Dogaresse (Doge und Dogaresse).

  - Quatrième section (Vierter Abschnitt)
    - Ancienne et nouvelle musique d'Église (Alte und neue Kirchenmusik).
    - Maître Martin le tonnelier et ses apprentis (Meister Martin der Küfner und seine Gesellen).
    - L’Enfant étranger (Das fremde Kind).
- Volume 3 (1820) :
  - Cinquième section (Fünfter Abschnitt)
    - Le Diable à Berlin (Nachricht aus dem Leben eines bekannten Mannes).
    - Le Choix d’une fiancée (Die Brautwahl).
    - L’Hôte mystérieux (Der unheimliche Gast).

  - Sixième section (Sechster Abschnitt)
    - Mademoiselle de Scudéry (Das Fräulein von Scuderi. Erzählung aus dem Zeitalter Ludwigs XIV).
    - Bonheur au jeu (Spielerglück).
    - L’Élève du grand Tartini (Der Baron von B.).
- Volume 4 (1821) :
  - Septième section (Siebenter Abschnitt)
    - Signor Formica.
    - Zacharias Werner.
    - Agafia (Erscheinungen).

  - Huitième section (Achter Abschnitt)
    - L’Enchaînement des choses (Der Zusammenhang der Dinge).
    - La Femme vampire (Vampirismus. Eine gräßliche Geschichte).
    - La Société de thé esthétique (Die ästhetische Teegesellschaft).
    - La Fiancée du roi (Die Königsbraut. Ein nach der Natur entworfenes Märchen).

### Les derniers contes
Les Derniers contes (Die letzten Erzählungen) sont un recueil de nouvelles publié à Berlin en 1825 en 2 volumes, à titre posthume par Julius Eduard Hitzig, ami et premier biographe d'Hoffmann.
- Haimatochare, Berlin, 1819.
- La Marquise de la Pivardière (Die Marquise de la Pivardiere), Leipzig et Vienne, 1820.
- Les Méprises (Die Irrungen. Fragment aus dem Leben eines Phantasten), Berlin, 1820.
- Les Mystères (Die Geheimnisse), Berlin, 1821.
- L'Esprit élémentaire (Der Elementargeist), Leipzig et Vienne, 1820.
- Les Brigands (Die Räuber. Abenteuer zweier Freunde auf einem Schlosse in Böhmen), Francfort, 1821.
- Les Sosies (Die Doppeltgänger), Brünn, 1822.
- Datura fastuosa, Francfort, 1822.
- Maître Johannès Wacht (Meister Johannes Wacht), Breslau, 1823.
- La Fenêtre d'angle de mon cousin (Des Vetters Eckfenster), Berlin, avril-mai 1822.
- Naïveté (Naivität), Berlin, juin 1822.
- La Guérison (Die Genesung), Berlin, juillet 1822.
- Dernières aventures d'un aventurier (Neueste Schicksale eines abenteuerlichen Mannes), Berlin, 1823.
- L'Ennemi (Der Feind), Nuremberg, 1823.

### Textes non rassemblés dans des recueils
- Monde moderne... gens modernes (Moderne Welt… moderne Leute), Stuttgart, 1839 (fragment d'une « tragédie carnaval » rédigé vers 1810
- Vision sur le champ de bataille de Dresde (Die Vision auf dem Schlachtfelde bei Dresden), Bamberg, 1814 (rédigé les 16 et 17 décembre 1813).
- Délicatesse française (Französische Delikatesse), dans le Journal à l'intention du monde élégant, Leipzig, 6 août 1814.
- Le Dey d'Elbe à Paris (Der Deik von Elba in Paris), dans France-Parleur allemand, Berlin, début juillet 1815 (rédigé avant le 14 mai 1815).
- La Princesse Blandina (Prinzessin Blandina), paru dans le tome IV de la première édition des Fantasiestücke, Bamberg, 1814, supprimé de la seconde édition en 1819, réédité dans le tome II des Moderne Reliquien d'Arthur Mueller à Berlin en 1845 avec des textes de Ludwig Börne, de Friedrich von Sallet et d'Eduard Ferrand (rédigé à Leipzig entre le 8 et le 31 mai 1814).
- Une lettre d'Hoffmann au baron de La Motte-Fouqué (Ein Brief von Hoffmann an Herrn Baron de la Motte Fouqué), achevé en septembre 1816, paru à Nuremberg dans Frauentaschenbuch für das Jahr 1818, 1817 sous la forme d'une lettre contenant l'histoire sans titre du Conseiller Krespel dans un post-scriptum.
- Étranges Souffrances d'un directeur de théâtre (Seltsame Leiden eines Theater-Direktors), Berlin, octobre 1818 (avec le millésime 1819).
- Lettres de la montagne (Briefe aus den Bergen), Franc-parleur allemand, 2 juin, 1er et 2 décembre, 14 et 16 décembre 1820 (trois lettres sur douze prévues).
- Agréable Satisfaction d'un besoin vital (Angenehme Befriedigung eines Lebensbedürfnisses), Vossische Zeitung (Gazette de Voss), 14 novembre 1820, texte redécouvert en 1936.

### Éditions posthumes
- Ausgewählte Schriften (Œuvres choisies), Berlin, Georg Reimer, 1827-1828, 10 vol.
- Erzählende Schriften in einer Auswahl (Récits choisis), Stuttgart, Brodhag, 1827-1831, 18 vol.
- E.T.A. Hoffmann. Erzählungen aus seinen letzten Lebensjahren, sein Leben und Nachlaß (E.T.A. Hoffmann. Histoire de ses dernières années, sa vie et sa postérité), par Michaeline Hoffmann, Stuttgart, Brodhag, 1839, 5 vol. (vol. 11 à 15 de Ausgewählte Schriften).
- Gesammelte Schriften (Œuvres complètes), Berlin, Georg Reimer, 1844-1845, 12 vol.

## Œuvres musicales

### Musique vocale
- Messe en ré majeur, pour 2 sopranos, 2 violons et orgue, 1803-1804.
- Messe en ré mineur, pour soli, chœur, orgue et orchestre, 1805.
- Trois canzonette à 2 et à 3 voix, 1807.
- 6 Canzoni per 4 voci a cappella, 1808 (« Ave Maris Stella », « De Profundis », « Gloria », « Salve Redemptor », « O Sanctissima », « Salve Regina »).
- Miserere en si bemol mineur, 1809 probablement identique à un requiem.
- In des Irtisch weiße Fluten (lied de Kotzebue), 1811.
- Recitativo ed Aria Prendi l’acciar ti rendo, 1812.
- Tre Canzonette italiane, 1812.
- 6 Duettini italiani, 1812.

### Opéra
- Le Masque (Die Maske), comédie musicale en 3 actes, livret d'Hoffmann, 1799.
- Les Joyeux musiciens (Die lustigen Musikanten), comédie musicale, livret de Clemens Brentano, 1804.
- Le Chanoine de Milan, opéra, livret d'Hoffmann, 1805.
- La Croix sur la Baltique (Das Kreuz an der Ostsee), opéra tiré de la tragédie de Zacharias Werner, 1805.
- Amour et jalousie (Liebe und Eifersucht), opéra, livret d'Hoffmann, d'après Calderon, 1807.
- Arlequin, musique de ballet, 1808.
- Le Breuvage de l'immortalité (Der Trank der Unsterblichkeit), opéra romantique, livret de Julius von Soden, 1808.
- Wiedersehn!, prologue en un acte, livret d'Hoffmann, 1809.
- Dirna, mélodrame, livret de Julius von Soden, 1809.
- Julius Sabinus, opéra tiré du drame de Julius von Sodens, 1810.
- Saül, roi d'Israël (Saul, König von Israel), mélodrame, livret de Joseph von Seyfried, 1811.
- Aurora, opéra héroïque, livret de Franz von Holbein, 1812.
- Ondine (Undine), opéra, livret de La Motte-Fouqué, 1814.

### Musique instrumentale
- Rondo pour piano, 1794-1795.
- Ouvertura. Musica per la chiesa en ré mineur, 1801.
- 5 sonates pour piano: en la majeur, fa mineur, fa majeur, fa mineur et do soutenu mineur, 1805-1808.
- Symphonie en mi bémol majeur, 1806.
- Quintette pour harpes en do mineur, 1807.
- Grand trio en mi majeur, 1809.

## Peinture?
- Attribué à E. T. A. Hoffmann : Miracle de la liquéfaction du sang de San Gennaro en 1799 sur le maître-autel de la cathédrale en présence des troupes françaises, huile sur toile, cathédrale Notre-Dame de l'Assomption de Naples, Museo del Tesoro di San Gennaro[1]